# Роман
Роман је дугачак приповедни текст написан у прози. Према подели на књижевне родове, роман спада у епику, тачније убраја се као књижевна врста у епској поезији у прози. Формалне особености романа је тешко прецизно дефинисати, али је у начелу у питању сложена, обимнија наративна форма, како у погледу количине текста, тако и у погледу опсега збивања које описује.
Овај жанр је био описан као форма која има „континуирану и свеобухватну историју од око две хиљаде година“, која води порекло из класичне Грчке и Рима, из средњовековне и ране модерне романтике, и из традиције новела. Касније је једна италијанска реч кориштена за приповетку да би правила разлика од романа. Таква тенденција је присутна у енглеском језику од 18. века. Ијан Ват је у свом раду The Rise of the Novel предложио 1957. године да је роман први пут настао почетком 18. века. „Роман као књижевна форма настаје и развија се у складу са развојем и динамиком капитализма. У овој поједностављеној слици, роман као форма књижевног изражавања представља литерарно исказани либерални капитализма чија је главна одлика наглашени индивидуализам.”
Романса је блиско повезана са дугим прозним наративом. Волтер Скот ју је дефинисао као „фиктивну нарацију у прози или стиху; чији интерес се усмерава на чудесне и необичне инциденте“, док су у роману „догађаји смештени у обичан ток људских догађаја и савременог стања друштва“. Међутим, многе романсе, укључујући историјске романсе Скота, Орканске висове Емили Бронте и Моби Дик Хермана Мелвила, се исто тако фреквентно називају новелама, и Скот описује романсу као „сродан термин“. Романсу, како је овде дефинисана, не би требало мешати са жанром фикције љубавних романси или романтичним романом. Други европски језици не праве увек разлику између романсе и новеле: „новела је le roman, der Roman, il romanzo“.

## Етимологија
Назив за ову књижевну врсту у српском језику, слично многим другим - „роман” потиче од речи „романса”, што је у средњем веку, када је службени језик био латински био назив за дела писана световним језиком. Тиме је оваква литература обележена као лако штиво, намењено читаоцима са „ниским” укусом, склоним фикцији, односно замишљању неког љубавног заплета, страшних пустоловина, са срећним крајем. Од периода касног хеленизма (1-3. век) па до данас управо на тај начин обликују су обимне прозне романсе.
Насупрот томе, енглески и шпански назив је „новела”, што асоцира на актуелност приче, истичући претензију према животној веродостојности, како су обликоване знатно сажетије новеле од 13. века на даље. Захтев за измишљањем на једној и захтев за аутентичношћу на другој страни вековима постоје упоредо, да би се саставили тек у 18. веку, што се сматра период настанка романа у данашњем смислу речи.

## Дефиниција жанра
Роман је дугачак, фикциони наратив који описује интимна људска искуства. Роман у модерној ери обично користи стил литерарне прозе, а развој прозног романа у то време је био поспешен иновацијама у штампарству, а увођењем јефтиног папира, у 15. веку.
Садашња енглеска (и шпанска) реч за дуготрајан рад прозне фикције потиче од италијанске речи novella за „нов“, „вест“, или „кратку причу о нечему новом“ од латинске речи novella, именица у једнини користи бесполну множину речи novellus, деминутива речи novus, са значењем „нов“. Знатан број европских језика користи речи romance (као што је у француском, холандском, руском, румунском, српском, данском, шведском и норвешком „роман“; у финском romaani; у немачком Roman; у португалском romance и у италијанском romanzo) за дугачке нарације.

### Измишљена прича
Усредсређеност на фикциону причу се најчешће цитира као препознатљива карактеристика романа у односу на историографију. Међутим, то може да буде проблематичан критеријум. Током раног модерног периода аутори историјских нарација често укључују налазе укорењене у традиционалним веровањима како би украсили садржај текста или додали кредибилитет мишљењу. Историчари би исто тако изумевали и састављали говоре у дидактичке сврхе. Романи, с друге стране, могу приказати друштвену, политичку и личну стварност места и периода са јасноћом и детаљима који се не налазе у историјским радовима.

### Литерарна проза
Док су проза пре него стихови постала стандард модерног романа, преци модерног европског романа укључују стиховну епику у романским језицима јужне Француске, посебно оних Кретјена де Троа (касни 12. век), и у средњоенглеском (Џефри Чосерове (1343—1400) Кентерберијске приче). Чак и у 19. веку, фикциони наративи у стиху, као што су Бајронов Дон Жуан (1824), Александар Пушкинов Евгеније Оњегин (1833), и Браунингова Аурора Ли (1856), се надмећу са прозним новелама. Викрам Сетова Златна капија (1986), састављена од 590 онењигијанских строфа, је новији пример романа у стиху.